# البحراويين
 البحراويين (بالإنجليزية: AL BAHRAOYINE)‏ هي جماعة قروية تابعة لإقليم الفحص أنجرة ضمن جهة طنجة تطوان بالمغرب. بلغ مجموع عدد سكان  البحراويين حسب إحصاءات 2004 حوالي 10501 نسمة يعيشون في 2093 أسرة.

## إحصاء عام
| السنة | عدد السكان | عدد الأسر | عدد الأجانب |
| ----- | ---------- | --------- | ----------- |
| 1994  | 7258       | 1357      | °°°°        |
| 2004  | 10501      | 2093      | 07          |